# Gendarmerie de France

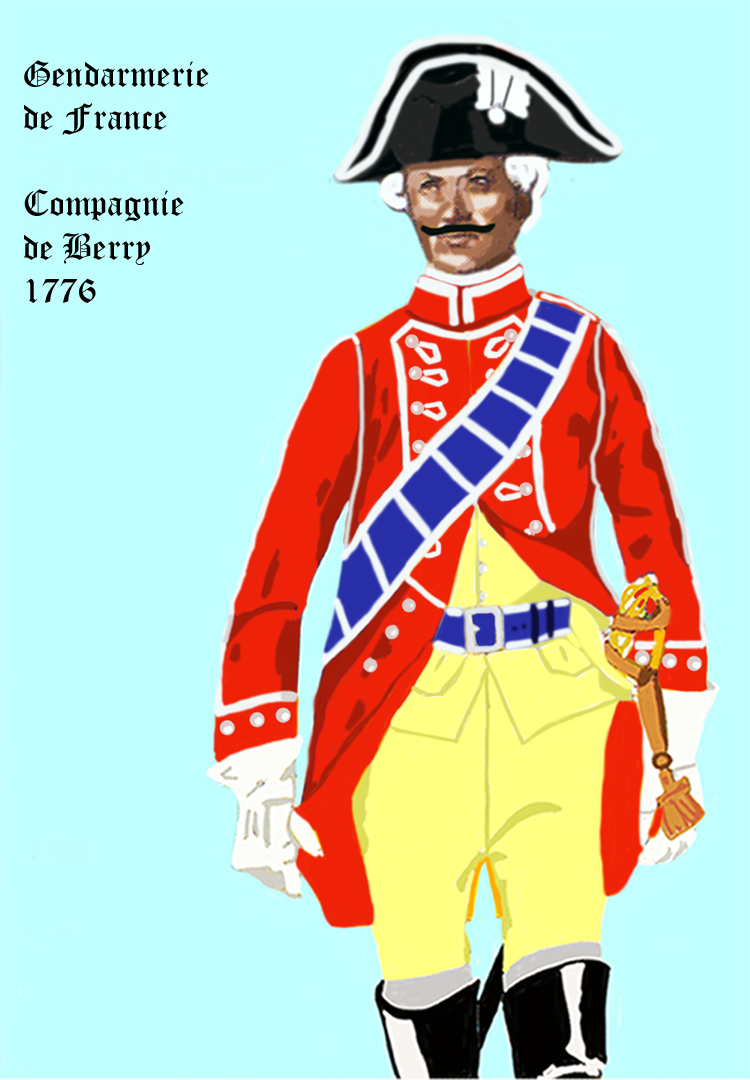
Gendarm der Compagnie de Berry

Die Gendarmerie de France (auch Gendarmerie d'ordonnance) waren ein Kavallerieverband der französischen Armee des Ancien Régime. Seine Ursprünge reichen bis zum Spätmittelalter zurück, seine Auflösung erfolgte kurz vor der Französischen Revolution. Obwohl dem Maison militaire du roi de France unterstellt, war er nicht dessen Teil. Der Begriff Gendarmerie rührt von Gens d'armes (gewappnete Edelmänner) her und hatte mit Polizeiaufgaben ursprünglich nichts zu tun, sondern wurde erst nach Auflösung des Verbands für die Gendarmerie nationale verwendet.

## Geschichte
Die Gendarmerie folgte der Tradition der Gens d'armes, der gepanzerten Reiter des 15. und 16. Jahrhunderts. Diese waren in den 1442 aufgestellten „Compagnies d’ordonnances“ (Ordonnanzkompanien) zusammengefasst und unterschieden sich bereits in der Bezeichnung von der restlichen Kavallerie, die „Cavalerie légère“ (Leichte Kavallerie) genannt wurde.
In den ursprünglichen Compagnies d'ordonnance waren die Gendarmes und die Archers zusammengefasst. Letztere waren nicht gepanzert und dienten den unbeweglicheren Gendarmes als Unterstützung.
Mit dem Beginn des 17. Jahrhunderts verschwand in Frankreich allmählich der Unterschied zwischen schwerer und leichter Kavallerie. Nichtsdestoweniger blieb die Organisation der Truppe erhalten. Die erste amtliche Erwähnung fand die Gendarmerie de France im Jahre 1665.
Die Gendarmerie de France war in Kompanien gegliedert und nicht in Regimentern zusammengefasst wie die sonstige leichte Kavallerie. Die Kompanien unterstanden auch nicht dem Colonel général de la cavalerie. Als Nachfolger der Archers d’ordonnance wurden sie richtigerweise zu der leichten Kavallerie gezählt, auch wenn sich ihre Aufgaben nicht unerheblich unterschieden. Obwohl die Gendarmerie de France niemals Teil der königlichen Garde (Maison militaire du roi) war, war sie doch ein, mit Privilegien ausgestattetes Korps, ähnlich der Gardes françaises in der Infanterie.
Eines dieser Privilegien bestand darin, dass stets eine Kompanie zur Bewachung der Prinzen von Geblüt bzw. deren Ehegattinen abgestellt wurde. Dies trug ihnen den Beinamen Gendarmerie du roi et des princes (Gendarmerie des Königs und der Prinzen) ein. Die Kompanien hatten bei Feldzügen, Paraden und bei Exkursionen des Königs ihren Platz unmittelbar hinter den königlichen Haustruppen (Gardeformationen) und vor der gesamten Linienkavallerie. Der Fähnrich (Porte-guidon – entsprach dem Leutnant) wurde aus den Hauptleuten der anderen Regimenter rekrutiert. (D.h. der Rang des Fähnrich war höher angesiedelt als ein gewöhnlicher Kavallerie-Hauptmann.) Als Offiziere wurden Adelige, auch solche, die finanziell nicht in der Lage waren, eine eigene Einheit aufzustellen sowie ältere geadelte ehemalige Unteroffiziere in das Offizierskorps aufgenommen. Gewöhnliche Reiter und „Bas-officiers“ (Unteroffiziere) konnten nicht Offizier werden. Allerdings waren die Ränge in den Kompanien käuflich, was die Wahrung eines gewissen elitären Standards sicherstellte.
Im Endeffekt hing die Stärke des Korps und somit der Anzahl der Kompanien von der Gunst des Königs ab. Lediglich die ersten vier Kompanien, die „Grande gendarmerie“ waren permanent, die anderen vier, die „Petite gendarmerie“ stand den Prinzen zur Verfügung, was nichts anders hieß, als dass sie bei Nichtbedarf (z. B. Tod des Betroffenen) aufgelöst wurden.
Im Jahre 1720 wurden die 33 Kompanien der Maréchaussée (eine Polizeitruppe zur Aufrechterhaltung der Ordnung auf den Straßen) organisatorisch in die Gendarmes eingegliedert. König Ludwig XV. ordnete die Petite gendarmerie als Garde zu seinem Schwiegervater, König Stanislaus I. Leszczyński nach Lunéville ab. Von da an führte sie die Bezeichnung „Gendarmerie de Lunéville“
Am 5. Juni 1763 wurden die Chevau-légers aufgelöst und in die Gendarmen eingegliedert. Es entstanden so 10 Kompanien, gegliedert in drei Brigaden mit zusammen 1.500 Reitern.

## Aufteilung der Kompanien
Am Tag seiner Abschaffung bestanden die Gendarmes de France aus acht Kompanien:
- Grande gendarmerie
  - Gendarmes écossais (Schottische Gendarmen)
  - Gendarmes anglais (Englische Gendarmen)
  - Gendarmes bourguignons (Burgundische Gendarmen)
  - Gendarmes des Flandres (Flandrische Gendarmen)
- Petite gendarmerie
  - Gendarmes de la Reine (Gendarmen der Königin), aufgestellt für Königin Marie-Thérèse
  - Gendarmes dauphins (Gendarmen des Thronfolgers), aufgestellt von Louis de France, genannt der Grand Dauphin
  - Gendarmes de Berry[1] (Gendarmen von Berry) aufgestellt durch den Duc de Berry.
  - Gendarmes d'Artois (Gendarmen von Artois) aufgestellt durch den Comte d'Artois, Bruder von Ludwig XVI. und späterer König Karl X.

In den Jahren zwischen 1787 und 1789 wurde das Korps endgültig aufgelöst.
1791 schaffte die Nationalversammlung die Maréchaussée ab und ersetzte sie durch die Gendarmerie nationale. Der Name Gendarmerie fand hier zwar seine Fortsetzung, die Einrichtung hat aber mit den „Gendarmes de France“ außer eben dem Namen nichts gemein – auch eine Traditionspflege gibt es nicht.

## Gefechtshandlungen
- 1722 Belagerung von Montpellier
- 1740–1748: Österreichischer Erbfolgekrieg
  - 1745: Schlacht bei Fontenoy